# گانشورووک
گانشورووک (به لهستانی:  Gąsiorówek) یک روستا در لهستان است که در گمینا شویرچه واقع شده‌است.